# クヌート・ウルバン
クヌート・ウルバン(Knut W. Urban、1941年6月25日 - )は、ドイツの物理学者である。1987年から2010年まで、ユーリッヒ研究所の微細構造研究所長を務めた。
収差補正透過型電子顕微鏡の機器や制御ソフトの開発、酸化物の構造欠陥の試験、複雑な金属合金の物理性質等を専門とした。また高温超電導体のジョセフソン効果、さらにこれらの効果の超伝導量子干渉計や磁気センサ、ヒルベルト変換分光計への応用に関する研究も行った。ユーリッヒ研究所の他、アーヘン工科大学でも実験物理学の教授を務めた。

## 来歴
シュトゥットガルト出身。シュトゥットガルト大学で物理学を学び、1972年に、低温において高圧電子顕微鏡の電子ビームにより被る損傷の研究でPhDを与えられた。その後、1986年まで、シュトゥットガルトのマックス・プランク研究所で研究を行った。ここでは、1.2 MVの高圧電子顕微鏡を設置し、結晶中の変位エネルギーの異方性や照射励起拡散等の研究を行った。1986年、フリードリヒ・アレクサンダー大学エアランゲン＝ニュルンベルクの材料科学部教授となった。1987年、アーヘン工科大学の実験物理学のチェアとなり、同時にユーリッヒ研究所微細構造研究所長を務めた。1996年から1997年まで、東北大学素材工学研究所の客員教授を務めた。2004年にドイツのアーヘン工科大学とユーリッヒ研究所にエルンスト・ルスカ・センターが設立されると、2人の所長のうちの1人に指名された。
2004年から2006年まで、世界最大の物理学者組織であるドイツ物理学会長を務めた。また様々な学会の諮問委員、評議員等を務めた。
ウルバンは、2010年に微細構造研究所とエルンスト・ルスカ・センターの所長を引退すると、2012年にアーヘン工科大学のJARA上級教授職に指名された。既婚で、3人の娘がいる。

## 受賞等
- 1986年 Acta Metallurgica Award (1984年最優秀論文賞)
- 1986年 Carl Wagner Award（ゲオルク・アウグスト大学ゲッティンゲン）
- 1996年 Research Award（日本学術振興会）
- 1999年 Heyn Medal（ドイツ材料学会）
- 2000年 Medal for Scientific Publishing（ドイツ物理学会）
- 2006年 フォン・ヒッペル賞（アメリカ材料学会）
- 2006年 Karl Heinz Beckurts-Award for Scientific and Technical Innovation
- 2008年 本田賞（本田財団）[3]
- 2011年 ウルフ賞物理学部門
- 2014年 BBVA Foundation Frontiers of Knowledge Award 基礎科学部門
- 2015年 NIMS賞（物質・材料研究機構）[4]
- 2020年 カヴリ賞 ナノサイエンス部門

## 栄誉
- 2000年 インド材料学会名誉会員
- 2006年 アメリカ材料学会名誉会員
- 2009年 西安交通大学名誉教授
- 2012年 ドイツ電子顕微鏡学会名誉会員
- 2015年 ドイツ物理学会名誉会員
- 2015年 日本金属学会名誉会員
- 2018年 テルアビブ大学名誉博士[5]
- 2020年 ノルウェー科学文学アカデミー外国人会員